# Alburgh (wieś w Stanach Zjednoczonych)
Alburgh – wieś (village) w Stanach Zjednoczonych, w stanie Vermont, w hrabstwie Grand Isle, w gminie (town) Alburgh.